# 한국인터넷PC문화협회
한국인터넷PC문화협회는 인터넷PC문화업자의 권익보호 및 건전한 영업방침 유도, 국민의 인터넷사용 활성화 및 인터넷멀티문화 육성, 첨단정보문화 형성에 기여를 목적으로 2001년 6월 2일 설립된 대한민국 문화체육관광부 소관의 사단법인이다. 사무실은 서울특별시 강서구 양천로 583(우림블루나인비즈니스센터 B동 1202호) 이고 협회장은 임수택 회장이다.

## 주요 사업
- PC방업계의 발전을 위한 정책 연구 사업
- 건전한 영업활동 조성을 위한 자율지도